# گود هوپ (آلاباما)
گود هوپ (به انگلیسی: Good Hope) شهری در شهرستان کالمن ایالت آلاباما است که مساحت آن ۲۰٫۶۷ کیلومتر مربع است و در سرشماری سال ۲۰۱۰ میلادی، ۲٬۲۶۴ نفر جمعیت داشته و تراکم جمعیتی آن، ۱۰۹٫۵۳ نفر در هر کیلومتر مربع بوده است.